# Bruno Cortês
Bruno Cortês est un footballeur international brésilien né le 11 mars 1987 à Rio de Janeiro. Il évolue au poste de défenseur.

## Biographie
Bruno Cortês reçoit une sélection en équipe du Brésil lors de l'année 2012.

## Palmarès
- Vainqueur de la Copa Sudamericana en 2012 avec le São Paulo FC
- Champion du Portugal en 2014 avec le Benfica Lisbonne